# Коптевка (Могилёвская область)
Ко́птевка (бел. Копцеўка) — агрогородок в составе Коптевского сельсовета Горецкого района Могилёвской области Республики Беларусь.

Административный центр Коптевского сельсовета.

## География
Река Реместлянка.

## История
Впервые в рукописных источниках поселение Коптевка упоминается с 1765 года как село Коптевского староства Мстиславской провинции, являлось владением Лапатинского. 
С 1771 года - в составе Российской империи. В 1785 году – село с 15 дворами, 91 житель, владение Ушаковой. Здесь находилась церковь, господский дом, мельница. В 1860 году – владение Техоновестких, 2045 десятин земли, 2 мельницы. 
В 1885 году – село (8 дворов, 30 жителей) Шамовской волости Мстиславского повета. С 1913 по 1915 годы работал спиртзавод. 
В 1925 году на базе имения организован совхоз «Коптевский», который имел 197,25 десятин земли, водяную мельницу, пивоварню, спиртзавод. 
В 1931 году организован колхоз «1-е Мая» и «Пролетарий».
Накануне войны в д.Коптевка насчитывалось 45 дворов, 191 житель.
С июля 1941 года по октябрь 1943 д.Коптевка оккупирована немецко-фашистскими захватчиками. 531 житель из деревень сельсовета не вернулись с полей войны, из них 54 — жители д. Коптевка. В братской могиле похоронены 26 воинов, погибших при освобождении деревни. В 1963 году был установлен обелиск на могиле погибших воинов.

## Население
- 1999 год — 380 человек
- 2010 год — 291 человек

## Культура
- Детская школа искусств и художественных ремёсел
- Филиал Горецкого районного историко-этнографического музея